# Ilha Bolshoy Begichev
A ilha Bolshoy Begichev (em russo:  Остров Большой Бегичев, que significa «ilha Grande de Begichev» ou «ilha Grande Begichev») é uma ilha desabitada do ártico siberiano, localizada na entrada do golfo de Khatanga, em águas do mar de Laptev.
Administrativamente, a ilha pertence à República de Sakha da Federação Russa.
A ilha tem o nome do explorador polar russo Nikifor Begichev (1874-1922).